# Alison McGhee
Alison McGhee (geb. am 8. Juli 1960 in New York) ist eine US-amerikanische Schriftstellerin. Ihre Romane wurden bislang in mehr als zwanzig Sprachen übersetzt.

## Leben
McGhee besuchte die Holland Patent High School im Bundesstaat New York und studierte anschließend am Middlebury College in Vermont.
Ihr erster Roman Rainlight erschien 1998. In diesem geht es um die Hinterbliebenen nach dem Unfalltod der Starr Williams. Das Buch erhielt gute Kritiken und gewann sowohl den Great Lakes College Association National Fiction Award als auch den Minnesota Book Award 1999, blieb jedoch unübersetzt.
Ihr zweiter Roman Shadow Baby (deutsch: winterschwester, Übersetzung Birgitt Kollmann) erschienen 2000, handelt von einem Mädchen, das sich im Rahmen eines Schulprojekts mit einem alten Mann anfreundet. Das Buch wurde für den renommierten Pulitzer-Preis nominiert. In der Süddeutschen Zeitung hieß es zu Shadow Baby: „Alison McGhee ist ein Roman von großer literarischer Kraft gelungen, sprachmächtig und ungewöhnlich“.
2003 folgte Was it beautful?, das ebenfalls nicht ins Deutsche übersetzt wurde, bevor sie mit dem Schreiben von Bilderbüchern für Kinder begann.
Ihr Jugendbuch What I leave behind (deutsch: Wie man eine Raumkapsel verlässt, Übersetzung ebenfalls Birgitt Kollmann) wurde 2022 zweifach für den Deutschen Jugendliteraturpreis nominiert.
McGhee war Dozentin für kreatives Schreiben an der Metropolitan State University in Saint Paul, Minnesota. Sie lebt als alleinerziehende Mutter von drei erwachsenen Kindern in Minneapolis, Minnesota und Laguna Beach, Kalifornien.

## Bibliographie (Auswahl)

### Bücher für Erwachsene
- 1998 – Rainlight
- 2000 – Shadow Baby
- 2003 – Was It Beautiful?
- 2007 – Falling Boy
- 2018 – Never Coming Back
- 2020 – The Opposite of Fate

### Jugendbücher
- 1999 – Snap
- 2018 – What I leave behind

### Bilderbücher
- 2002 – Countdown to Kindergarten – Illustriert von Harry Bliss
- 2004 – Mrs. Watson Wants Your Teeth – Illustriert von Harry Bliss
- 2006 – A Very Brave Witch – Illustriert von Harry Bliss
- 2007 – Someday – Illustriert von Peter H. Reynolds
- 2008 – Bye-bye, Crib – Illustriert von Ross MacDonald
- 2008 – Little Boy – Illustriert von Peter H. Reynolds
- 2009 – Always – Illustriert von Pascal Lemaitre
- 2009 – Song of Middle C – Illustriert von Scott Menchin
- 2009 – Only a Witch Can Fly – Illustriert von Taeeun Yoo
- 2010 – So Many Days – Illustriert von Taeeun Yoo
- 2011 – Making a Friend, Illustriert von Marc Rosenthal
- 2013 – The Case of the Missing Donut, Illustriert von Isabel Roxas
- 2014 – Star Bright, Illustriert von Peter H. Reynolds
- 2015 – The Sweetest Witch Around, Illustriert von Harry Bliss
- 2016 – Tell Me a Tattoo Story, Illustriert von Eliza Wheeler
- 2017 – Percy, Dog of Destiny, Illustriert von Jennifer K. Mann
- 2020 – World So Wide, Illustriert von Kate Alizadeh

## Auszeichnungen
- 1999 Minnesota Book Award (Rainlight)
- 2000 Minnesota Book Award (Shadow Baby)
- 2003 Minnesota Book Award (Countdown to Kindergarten)
- 2008 Minnesota Book Award (All Rivers Flow to the Sea)
- 2011 Theodor Seuss Geisel Award mit Co-Autorin Kate DiCamillo und Illustrator Tony Fucile (Bink and Gollie)[8]
- 2017 Christopher Award (Firefly Hollow)
- The Great Lakes College Association National Fiction Award